# Cénac
Cénac ist eine französische Gemeinde im Département Gironde in der Region Nouvelle-Aquitaine. Sie gehört zum Kanton Créon im Arrondissement Bordeaux. An der nordwestlichen Gemeindegrenze verläuft das Flüsschen Pimpine.
Die Gemeinde liegt im Einzugsgebiet der Stadt Bordeaux. Während Cénac im Jahr 1962 über 633 Einwohner verfügte, zählt man aktuell 2.151 Einwohner (Stand 1. Januar 2022).

## Bevölkerungsentwicklung
| Jahr                      | 1962 | 1968 | 1975 | 1982 | 1990 | 1999 | 2009 | 2016 |
| Einwohner                 | 633  | 703  | 934  | 1474 | 1700 | 1806 | 1846 | 1820 |
| Quelle: Cassini und INSEE |      |      |      |      |      |      |      |      |

## Sehenswürdigkeiten

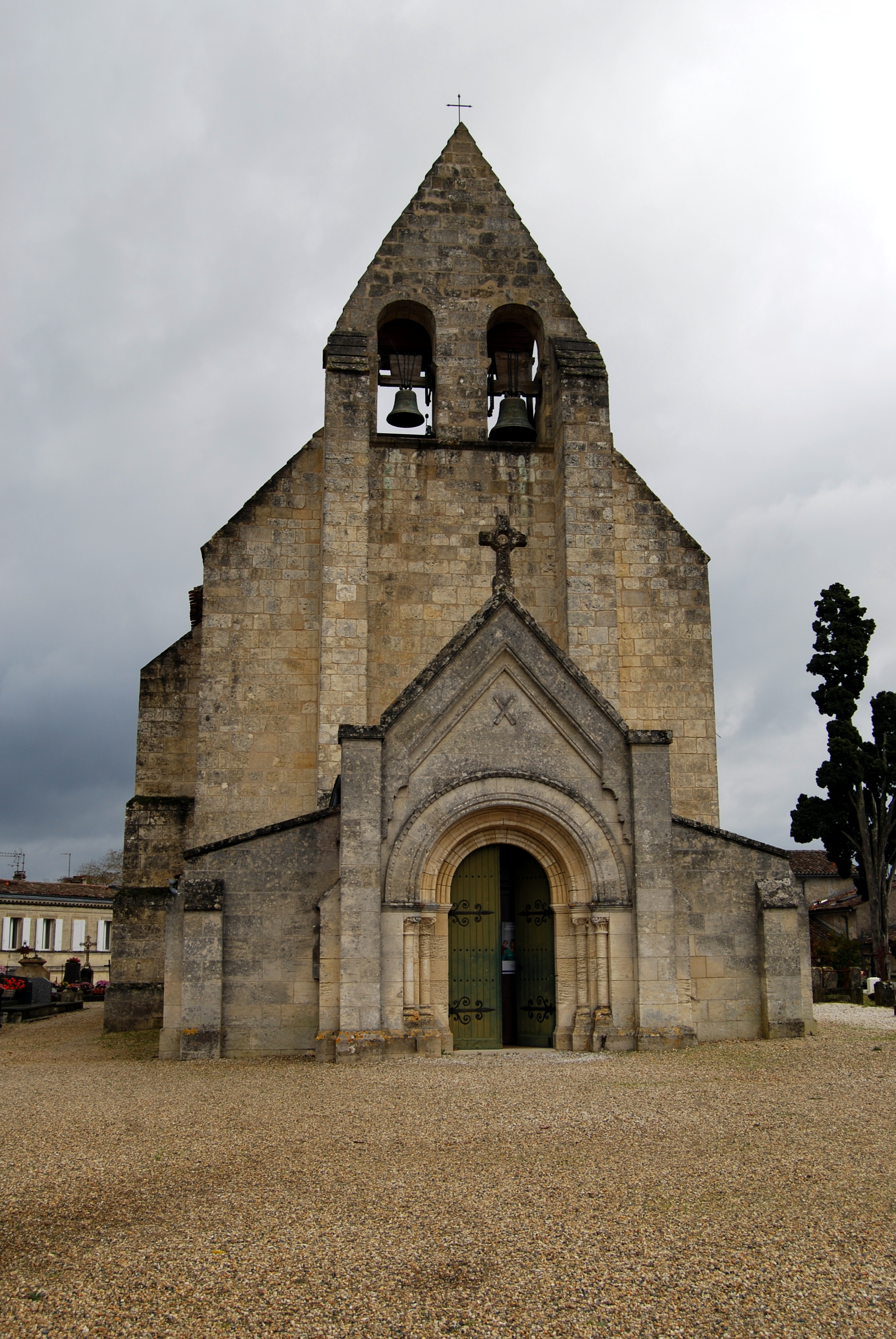
Kirche Saint-André

- Kirche Saint-André

## Weinbau
Cénac ist eine Weinbaugemeinde; die Rebflächen gehören zur Appellation Premières Côtes de Bordeaux.